# Orode I
Orode I, riportato anche nelle fonti come Urud I (in partico 𐭅𐭓𐭅𐭃, trasl. Wērōd/Urūd) (... – 75 a.C.), fu sovrano dell'impero partico appartenente alla dinastia arsacide dall'80 al 75 a.C..
Figlio ed erede di Gotarze I (r. 91-87; 80 a.C.), cosa accadde durante il suo mandato resta relativamente avvolto nel mistero. Il suo trono potrebbe essere stato usurpato tra l'87 e l'80 a.C. dal suo presunto zio Mitridate III, malgrado si tratti di un'ipotesi accettata da pochi studiosi. Per quanto riguarda l'ambito militare, è noto che Orode I ristabilì il dominio dei Parti in Elimaide nel 78 a.C., che era indipendente dall'81/80 a.C. Orode I in seguito perse il trono cedendolo all'anziano principe dei Parti Sanatruce, che apparteneva a un ramo diverso della famiglia reale degli Arsacidi.

## Nome
Orōdēs (Ὀρώδης) è la versione greca corrispondente del nome iranico medio Wērōd/Urūd (𐭅𐭓𐭅𐭃). L'etimologia appare controversa, con la versione in persiano moderno del nome che è Viru (ویرو).

## Biografia
Orode era il figlio ed erede del monarca partico Gotarze I (r. 91-87; 80 a.C.). Rahim M. Shayegan ha ipotizzato che Orode fosse una delle figure raffigurate sulla scultura nella roccia di Gotarze I al monte Behistun. La madre di Orode potrebbe essere stata la regina armena Ariazate, figlia di Tigrane il Grande (r. 95-55 a.C.).
Secondo Gholamreza F. Assar, dopo la morte di Gotarze I nell'87 a.C., suo fratello Mitridate III usurpò il trono da Orode. Nell'agosto/settembre dell'80 a.C., Mitridate III fu detronizzato a Babilonia, finendo poco dopo espulso da Susa per opera di Orode. Mitridate III potrebbe essere sopravvissuto a questo evento riuscendo a fuggire a nord, dove continuò a combattere fino alla morte l'anno successivo. Altri studiosi, tuttavia, non ritengono plausibile l'esistenza di Mitridate III negli anni 80 a.C. Secondo Shayegan, l'esistenza di anti-re come Mitridate III durante questo periodo storico «si basa principalmente su prove numismatiche, trovando invece scarso sostegno nelle fonti letterarie e documentarie e potendo venire contraddetta da un'interpretazione divergente della monetazione del periodo». Shayegan dedusse che Gotarze I regnò fino alla sua morte nell'80 circa a.C., con il suo successore che fu Orode I.
Orode I regnò durante una parentesi storica definita dagli studiosi come «fase oscura dei Parti», ovvero un periodo durato tre decenni nella storia dell'impero che ebbe inizio al momento della morte (o ultimi anni) di Mitridate II (124-91 a.C.). Una delle motivazioni alla base di questa definizione da parte degli storici riguarda le poche informazioni chiare relative agli eventi di quei tempi, ad eccezione di qualche parentesi la cui durata del mandato dei regnanti resta comunque sconosciuta. È solo con l'inizio del dominio di Orode II nel 57 a.C. circa, che la linea dei sovrani dei Parti può essere nuovamente delineata in modo affidabile. La maggior parte delle monete di Orode I andò coniata in Ecbatana e Rhagae, nell'Iran centrale. Viene menzionato come re della dinastia degli Arsacidi in un passaggio di un diario astronomico babilonese redatto con riferimento all'eclissi lunare dell'11 aprile 80 a.C. Un ulteriore riferimento della stessa fonte riguarda la sua sorella-regina, Ispubarza. Non è noto se fossero fratelli di sangue a tutti gli effetti; il matrimonio tra fratellastri non era considerato incestuoso tra i membri della dinastia achemenide persiana. Non è chiaro se i Parti avessero portato avanti la stessa pratica del matrimonio tra consanguinei, a causa della penuria di scritti affidabili. Mentre il nonno di Orode I, Mitridate II, impiegava il titolo di re dei re, rimane incerto se egli stesso abbia impiegato tale titolo o meno; è invece possibile che si avvalse di . È tuttavia certo che abbia impiegato i titoli di grande re e Arsace. Sotto Gotarze I e Orode I, gli studiosi babilonesi scrissero in particolare dei passaggi in scrittura cuneiforme redatti con lo stesso metodo adottato ai tempi dell'impero achemenide. Secondo Shayegan, ciò avvenne al fine di rimarcare il legame che i Parti rivendicavano con i propri predecessori achemenidi.

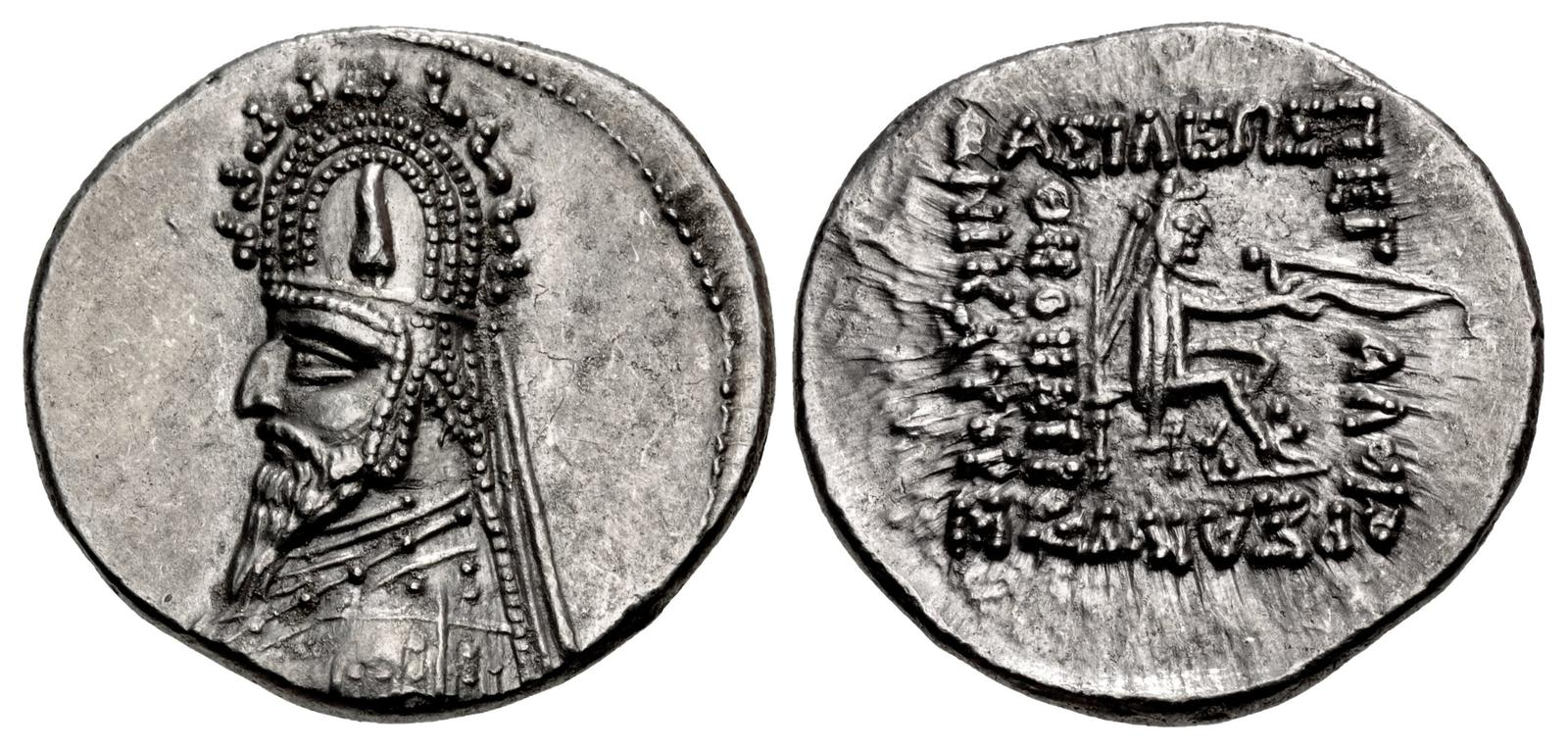
Dracma di Sanatruce I (r. 75-69 a.C.)

Il regno dell'Elimaide nell'Iran sud-occidentale appariva dal 124 a.C. sotto il completo controllo dei Parti. Tuttavia, nell'81/80 a.C., si rintracciano dei denari del re Kamnaskires III e di sua moglie Anzaze, evento che indica che il regno era stato restaurato. Secondo fonti babilonesi, Orode I lanciò una spedizione nell'Elimaide nel 78 a.C., dove sconfisse Kamnaskires III. Quest'ultimo tuttavia non fu deposto, continuando a governare il regno in veste di vassallo dei Parti. Un anziano principe dei Parti di nome Sanatruce, che originariamente viveva tra i Saci dell'Asia centrale, chiese il loro aiuto e si assicurò il trono dell'impero nel 75 a.C., subentrando così a Orode I. A differenza di Orode I, Sanatruce non discendeva da Mitridate II e finì per rimpiazzare il rampo arsacide precedentemente al potere; il nome dei discendenti di Sanatruce sul trono dei Parti creato dallo storico moderno Marek Jan Olbrycht e tuttora comunemente impiegato è quello di "Sinatrucidi", rimasti al potere fino al 12 d.C. La famiglia sinatrucide venne in particolare appoggiata durante il periodo in cui regnò dalla famiglia dei Suren del Sakastan.

### Esplicative
1. ↑  Orode I, ad esempio, viene riportato in cuneiforme come Aršakā/Aršakam (šarru/šar šarrāni) ša ițțarridu Urudā (šarru); "Arsace (re/re dei re) che viene chiamato Urud, (re)", molto simile alla variante achemenide Umakuš/Aršu ša Artakšatsu šarru/šar mātāti šumšu nabu; "Ochos/Arses che è chiamato Artaserse re/re delle terre: Shayegan (2011), p. 291.

### Bibliografiche
1. ↑  Bivar (1983), p. 98.
2. 1 2  al-Rayhani (2006), p. 147.
3. ↑  Marcato (2018), p. 55.
4. ↑  Shayegan (2011), p. 226.
5. ↑  Shayegan (2011), pp. 197, 226.
6. ↑  Assar (2006), p. 74.
7. ↑  Assar (2006), pp. 69-70.
8. ↑  Assar (2006), pp. 59, 70.
9. 1 2  Assar (2006), p. 77.
10. 1 2  Shayegan (2011), p. 232.
11. ↑   Curtis (2012), p. 68.
12. ↑  Olbrycht (2016), p. 23.
13. ↑  Shayegan (2011), p. 197.
14. ↑  Shayegan (2011), pp. 228, 232.
15. ↑  Shayegan (2011), pp. 188-189.
16. 1 2  Sellwood (1976), p. 2.
17. ↑  Mørkholm (1980), p. 33.
18. ↑  Assar (2006), pp. 74-75.
19. ↑  Assar (2006), pp. 71, 76, 80.
20. ↑  Brosius (2000).
21. ↑  Shayegan (2011), p. 228.
22. ↑  Shayegan (2011), p. 291.
23. ↑  Shayegan (2011), p. 292.
24. 1 2 3  Shayegan (2011), p. 325.
25. ↑  Shayegan (2011), pp. 324-325.
26. ↑  Olbrycht (2015), pp. 362-363.
27. ↑  Olbrycht (2016), pp. 23-24.
28. ↑  Shayegan (2011), p. 230.
29. ↑  Olbrycht (2016), p. 3.
30. ↑  Gazerani (2015), p. 20.